# Държава
Вижте пояснителната страница за други значения на Държава.
Държава (или разговорно, но ограничено по обхват, страна) е политически организирана общност, заемаща дадена територия, имаща правителство (система за управление) и притежаваща вътрешен и външен суверенитет.
Тя е основен институт на политическата система на обществото. Пръв понятието за държава (Stato) въвежда италианският мислител Николо Макиавели в своето съчинение „Владетелят“.
Чрез система от държавни органи държавата осъществява управлението на обществото и обществените отношения. Основните функции на държавата са вътрешни (в пределите на нейната територия и по отношение на нейните граждани) и външни (свързани с междудържавните отношения). Социологът Макс Вебер, застъпвайки теорията за насилието, дефинира понятието държава като „човешка общност, която на определена територия претендира успешно да притежава монопола върху легитимното физическо насилие.“

## Определение
Нито в науката, нито в международното право, не съществува единно и общоприето определение на понятието държава.

### Определение в международното право
Най-голямата международна организация, ООН, няма съответните пълномощия, за да определи дали едно или друго образувание е държава или не. „Признаването на нова държава или правителство – това е акт, който могат да извършат или да откажат да извършат само държави и правителства. Като правило, това означава готовност да се установят дипломатически отношения. Организацията на обединените нации – това не е държава или правителство, и затова не разполага с каквито и да е правомощия да признава една или друга държава или правителство.“.
Един от малкото документи, който дефинира държава в международното право е Конвенцията от Монтевидео, подписана през 1933 г. от само няколко американски страни.

### Определения в науката
„Държавата – това е специализирана и концентрирана сила за поддържане на правовия ред. Държавата – това е институция или съвкупност от институции, чиято основна задача (независимо от всички други задачи) е охраняване на правовия ред. Държавата съществува там, където специализираните органи за поддържането на реда, като например полиция и съд, са отделени от останалите сфери на обществения живот. Те са държавата.“
„Държавата е специална, достатъчно устойчива политическа единица, представляваща отделена от населението организация на властта и администрацията, и претендираща за върховното право да управлява (да изисква да изпълнява това действие) определени територии и население независимо от съгласието на последното; имаща силите и средствата за осъществяване на претенциите си.“
„Държавата – това е независима централизирана социално-политическа организация за регулиране на обществените отношения. Тя съществува в сложно, разслоено общество, разположено на определена територия и състоящо се от два основни пласта – управляващи и управлявани. Отношенията между тези слоеве се характеризират с политическо господство на първите и данъчни задължения за вторите. Тези отношения са законни па силата на идеологията на поне част от обществото, в основата на което лежи принципа на реципрочност“
„Държавата е машина за подтисничество на една класа над други, машина, която да поддържа в послушание на една класа другите, подчинени класи.“ „Държавата е апарат за насилие в ръцете на господстващата класа.“
„Държавата е въплъщение на закона в обществото.“.
Валерий Лазарев предлага следното определение на държавата – „това е специална организация за политическа власт на обществото, разполагаща със специален апарат за принуда, изразяващ волята и интересите на управляващата социална класа или на целия народ.“.

## История
Първите познати държави са създадени още в древен Египет, Месопотамия, Индия, Китай, Мексико (ацтеките, маите и други), Перу и др. но само в относително модерните времена държавите имат почти напълно разселени алтернативни „бездържавни“ форми на политическа организация на обществата по цялата планета. Скитнически банди ловци-събирачи и дори сравнително доста големи и сложен племенни общества, основани на пастирството или селското стопанство са съществували без постоянна държавна организация, а тези „бездържавни“ форми на политическа организация в действителност надделяват по време на праисторията и голяма част от историята на човешкия вид и цивилизация.
Първоначално държавите възникват на територии придобити чрез завоюване, в които е наложена единна култура, единни идеали и една група от закони, посредством сила или под заплаха на различни народи, от гражданската или военна бюрокрация. Това невинаги е така, а освен това съществуват и многонационални държави, щати и автономни области в рамките на държавите. Освен това мултикултурализмът е приет в много унитарни и национални държави, вследствие на различните процеси в човешката миграция, като преселване на населението, политическа миграция, имиграция и емиграция.
От края на 19 век, на практика цялата обитаема земя е разделена на области с повече или по-малко дефинирани граници, за които претендират определени държави. Преди, за доста големи площи земя или не е имало никакви претенции или са били необитаеми, или са били обитавани от номадски народи, които не са имали държавно устройство. Въпреки това дори и в рамките на днешните държави има обширни територии с дива природа, като Амазонската джунгла, които са необитаеми или са обитаваните изключителни или предимно от местни хора (с някои от които все още не е осъществяван контакт). Също така има държави, които не упражняват де факто контрол над всички територии, за които претендират, или този контрол е силно оспорван (както в Сомалия).
Към 2017 г. международната общност се състои от над 200 суверенни държави, по-голямата част от които са представени в Организацията на обединените нации. Тези държави формират това, което теоретиците по международни отношения наричат система, в която всяка държава взима предвид поведението на други държави при съставянето на собствената си оценка. От тази гледна точка, държавите в международната система, се изправят пред дилеми свързани с вътрешната и външна сигурност и легитимация. Понятието е доразвито в международната общност и се отнася до група държави, които имат установени правила, процедури и институции за поведението на техните отношения. По този начин фондацията се базира на основата на международното право, дипломация, официални режими и организации.

### Праисторически общества
През по-голямата част от човешката история, хората живеят в общества без държава, характеризиращи се с липсата на концентрирана власт и отсъствието на големи социални неравенства в икономически и политически аспект.
Антропологът Робърт Карнейро коментира:
„За 99,8% от човешката история, хората са живели изключително в автономни групи и селища. В началото на палеолита [т.е. каменната ера], броят на тези автономни политически единици трябва да е бил малък, но около 1000 г. пр.н.е. се е увеличил до около 600 000. Тогава започва сериозна агрегация на свръх-селища и в началото на третото хилядолетие обособените политически единици в света намаляват от 600 000 до 157. В светлината на тази тенденция, спадът от 157 до 1 изглежда не само неизбежен, но и близък.“.

### Неолит
По време на неолита човешките общества претърпяват важни културни и икономически промени, включително развитието на земеделието, формирането на уседнали общества и постоянни селища, увеличаване гъстотата на населението, както и използването на керамика и по-сложни инструменти.
Уседналото земеделие довежда до развитието на правата на собственост, патриархалните общества, опитомяването на животни и култивирането на растения, и по-големи семейства. То също така осигурява основа за централизирана държавна форма чрез големите излишъци храна, което създава по-сложно разделение на труда, като дава възможност на хората да се специализират в задачи, различни от отглеждането на храна. Ранните държави се характеризират със силно стратифицирани общества, с привилегирована и богата управляваща класа, която е подчинена на монарха. Управляващата класа започва да се диференцира чрез различни форми на архитектурата и други културни практики, които са различни от тези на подчинените трудещи се класи.
В миналото се е предполагало, че централизираната държава се е развила за да може да администрира големи обществени строителни проекти (като напоителните системи) и да регулира комплексни икономики. Въпреки това съвременните археологически и антропологически доказателства не подкрепят тази теза, сочейки съществуването на няколко нестратифицирани и политически децентрализирани комплексни общества.

### Държавата в древна Евразия
Месопотамия обикновено се счита за мястото на най-ранната цивилизация или сложно общество, което означава, че има градове, разделение на труда на пълен работен ден, социална концентрация на богатството в капитал, неравномерно разпределение на богатството, управляващи класи, обществени връзки, основани на пребиваване, а не на родство, търговия на големи разстояния, монументална архитектура, стандартизирани форми на изкуство и култура, писменост и математика и наука. Това е първата в света грамотна цивилизация, формирала първите набори от писмени закони. До средата на четвъртото хилядолетие пр.н.е., повечето месопотамски селища са укрепени, което означава, че съществуват организирани военни действия.

## Държавно устройство
Всяка държава създава единна система от политически институти и отношения, осигуряваща управлението на обществото. Включва държавните и обществените органи и организации, които се намират в определени взаимоотношения при осъществяването на своите политически функции.
В повечето съвременни форми на управление държавното управление функционира чрез три поне формално обособени клона – законодателната власт изготвя законите, изпълнителната ги налага, а съдебната разрешава спорове въз основа на закона. Това разграничение възниква още през Античността, но в либералната политическа философия от 18 век насам разделението на властите, т.е. самостоятелността и взаимния контрол на трите власти, се превръща във фундаментален принцип и заляга в конституционното устройство на много страни. Дори при съвременните авторитарни режими, където няма реално разделение на трите власти, те обикновено запазват поне формална обособеност.
В някои системи, като абсолютната монархия, управлението се осъществява от затворена група от хора, докато при други, като демокрацията, политическите роли се запазват, но хората, които ги заменят, се променят относително често.
Държавна власт
Държавната власт е организирано ръководство на държавата. В България има разделение на държавната власт на законодателна, изпълнителна и съдебна. Осъществява се чрез система от държавни органи въз основа на Конституцията, законите и подзаконовите актове. Властта на държавата е задължителна за всички, които се намират на нейна територия, и за всички нейни граждани, включително намиращи се извън пределите ѝ.
Държавно управление
В широк смисъл цялостното ръководене на процесите в държавната система, субект на управлението е държавата, в тесен смисъл изпълнително-разпоредителната държавна дейност, която се състои в ръководство и непосредствено решаване на задачите в областта на икономическия, политическия, социалния и културния живот на държавата, осъществявано от изпълнително-разпоредителните държавни органи.
Държавен апарат
Държавният апарат е системата от държавни органи в една страна. Обхваща органите на държавната власт и държавното управление, органите на правосъдието и прокуратурата.
Дипломация
Всяка държава изгражда и поддържа официални взаимоотношения с други държави, за целта се съставят съвкупности от методи, средства, действия и правни форми, с които си служат държавните органи и техните представители при провеждането на тези връзки – външна политика на държавата.

### Законодателна власт
Законодателната власт е системата от институции, която изготвя и утвърждава законодателството – съвкупността от законите в държавата. По този начин тя задава рамките на работата на изпълнителната власт и създава основата, върху която съдебната власт взима своите решения.
В повечето съвременни държави законодателната власт се изпълнява от специален колективен орган – парламент, който има правото да приема, променя и отменя закони. Освен приемането на закони, парламентите обикновено имат изключително право да променят данъците и държавния бюджет.
Парламентите се състоят от една или повече камари – събрания, които обсъждат и гласуват законопроектите. В двукамарните парламенти двете камари, обикновено наричани горна и долна, най-често имат различни права, задължения и начин за избиране на членовете. В повечето случаи долната камара има по-широки правомощия, а горната има само консултативни и надзорни функции, макар в държави като Съединените щати правомощията на двете камари да са относително изравнени. Във федералните държави горната камара обикновено включва равен брой представители на съставните елементи на федерацията. Парламентите с повече от две камари са изключително редки, като последният такъв национален парламент е този на Южноафриканската република в периода 1984 – 1994 година.
Макар днес законодателната власт да се свързва главно с парламентите, този начин на управление се разпространява едва през последните няколко века. В миналото в много държави правото се е основавало преди всичко на обичая и формално писано законодателство не е съществувало. В традиционните монархии законодателната функция е прерогатив на монарха и не е отделена от изпълнителната и съдебната. Дори и в съвременни държави, често като извънредно и временно решение, законодателната власт се изпълнява от изпълнителни органи. Например в България след Деветнадесетомайския и Деветосептемврийския преврат в продължение на месеци законите се издават от правителството.

### Изпълнителна власт
Изпълнителната власт е системата от институции, натоварено с практическото налагане и изпълнение на законите, приемани от законодателната власт, и на решенията на съдебната власт. В съвременните държави този клон на държавното управление изпълнява най-сложни и разнородни функции, поради което обикновено е съставен от множество институции, намиращи се в сложни отношения помежду си. В много страни някои от тези институции, като централните банки, се ползват с голяма самостоятелност, сравнима с тази на основните клонове на властта.
Висшият орган на изпълнителната власт е правителството. Оглавявано от президент или министър-председател, то се състои от министри – ръководители на министерствата, основните институции на изпълнителната власт, обособени според функциите, които изпълняват. Например министерството на външните работи е отговорно за международните отношения на държавата, военното министерство – за въоръжените сили, министерството на финансите – за финансовото осигуряване на държавното управление и за фискалната политика и т.н.
Освен централните си институции, изпълнителната власт включва и местни органи на властта, териториалният обхват на чиито правомощия следва административното деление на държавата. Тези индивидуални и колективни органи могат да бъдат назначавани от правителството или да бъдат избирани в рамките на територията, за която са отговорни.

### Съдебна власт
Съдебната власт защитава правата и законните интереси на гражданите, юридическите лица и държавата. При осъществяване на своите функции съдиите, съдебните заседатели, прокурорите и следователите се подчиняват само на закона. Правораздаването се осъществява от
Върховния касационен съд, Върховния административен съд, апелативни, окръжни, военни и районни съдилища. Със закон могат да се създават и специализирани съдилища. Прокуратурата следи за спазване на законността.
Съдилищата осъществяват контрол за законност на актове и действия на административните органи. Гражданите и юридическите лица могат да обжалват всички административни актове, които ги засягат, освен изрично посочените със закон.
Върховният административен съд осъществява върховен съдебен надзор за точното и еднакво прилагане на законите в административното правораздаване.

### Форми на управление
Форма на държавно управление на дадена държава е най-общото описание на използваната в нея организация на държавната власт – системата на висшите държавни органи, порядъка на тяхното образуване, и взаимоотношенията между тях и гражданите.
Формата на държавното управление наред с формата на държавното устройство и политическия режим характеризират вида на държавата.
Формата на държавно управление показва:
- как се създават висшите органи на властта в държавата,
- тяхната структура,
- какви принципи са залегнали в основата на взаимодействието между държавните органи,
- как се осъществяват взаимоотношенията между върховната власт и редовите граждани,
- в каква степен организацията на държавните органи позволяват обезпечаването на правата и свободите на гражданите.

Тук е необходимо да се разграничат понятията „политически режим“ и „форма на управление“. Политическият режим по-скоро представлява социологическа характеристика на държавата и се отнася до голяма степен за отчуждението и прехода на властта в държавата, докато формата на управление описва как се сформират органите на държавната власт (по-скоро от гледната точка на процесуалните моменти), и как тези органи си взаимодействат един с друг.
По отношение на съотношението между правомощията между централното правителство държавите се делят на унитарни, федерации и конфедерации

## Философия
Най-общите принципи на държавното управление са предмет на изследване на политическата философия. Тя разглежда неговите функции и отношението му към други основни идеи, като свободата, справедливостта, собствеността, правата, закона и прилагането му от властите: какви са те, защо (и дори дали) са необходими, кое прави едно управление легитимно, какви права и свободи трябва да защитава и защо, каква форма трябва да приема и защо, какво е законът, какви задължения гражданите дължат на легитимното управление, ако има, и кога може легитимно то да бъде свалено от власт – ако въобще.

## Правна основа
Правната основа за функционирането на държавното управление е конституционното право на държавата, което определя основните принципи на управлението и организацията, чрез която те се осъществяват. Нормите на конституционното право в исторически държави с просто устройство и ограничена администрация са относително прости, но в съвременните държави те образуват сложни системи, балансиращи противоречиви интереси в обществото и използващи множество автономни институции за гарантиране на основните принципи на управлението.
Конституционните норми в повечето днешни държави са обединени в специални закони – конституции, но в някои страни продължават да бъдат некодифицирани, като могат да включват обичайно право, конвенти, статутно право, прецедентно право или възприети международни правила и норми и т.н.

## Държавни символи
- Герб
- Знаме
- Държавен печат
- Химн
- Столица

## Теории за произхода на държавата
Не съществува единно мнение за причините за възникване на държавите. Има няколко теории, които обясняват произхода на държавите, но нито една от тях не може да претендира за окончателна истинност. Най-старите известни държави са тези от Древния Изток (на територията на съвременните Ирак, Египет, Индия и Китай).
- Теологична теория – Тома Аквински
- Патриархална теория – Аристотел, Платон, Конфуций, Р. Филмер
- Обществен договор – Хуго Гроций, Джон Лок, Жан-Жак Русо, Томас Хобс, Дени Дидро, Александър Радишчев
- Теория на насилието – Карл Кауцки, Лудвиг Гумплович, Евгений Дюринг
- Материалистическа (марксистка) теория – Карл Маркс, Фридрих Енгелс, Владимир Илич Ленин
- Психологическа теория – Цицерон, Габриел Тард, Лев Петражицки, Николай Коркунов
- Расова теория – Жозеф Артюр дьо Гобино
- Органична теория – Хърбърт Спенсър, Р. Вормс, Алберт Шефле, Павел Лилиенфелд
- Иригационна теория – Карл Витфогел
- Комплексна теория за произхода на държавите – Х. Класен
- Кризисна теория – А. Венгеров
- Дуалистическа теория – Малгин, Афанасиев
- Теория на специализацията – Т. Кашанин
- Теория на кръвосмешението (полова) – Клод Леви-Строс
- Спортна теория – Ортега-и-Гасет
- Патримониална теория – Халер
- Дифузионна теория – Гребнер
- Либертарно-юридическа теория – Владик Нерсесянц
- Демографска теория

## Функции на държавата
Функциите на държавата са основните направления в дейността ѝ, определени от социалната ѝ същност и стоящите пред нея предизвикателства. Функциите винаги са насочени към реализиране на задачите, пред които е изправени държавата и са свързани с нейната социална роля и място в политическата система на обществата. Следователно, функциите са пряко свързани с изпълнението на задачите, които дадена държава решава на определен етап от своето историческо развитие.
Основната функция на държавата е осигуряването на комфортен живот на своите граждани.
За тази цел, държавата изпълнява редица задачи:
- Управление на икономиката и обществото;
- Отбрана на собствената си територия.

С развитието на обществените отношения се появяват възможности за по-цивилизовано поведение на държавите.
Естеството на държавата и нейното положение в политическата система предполагат наличието на редица специфични функции, които я отличават от други политически институции. Функции на държавата се наричат основните области на дейност, свързани със суверенитета на държавната власт. Функциите се различават от целите и задачите на държавата, отразяващи основните насоки на избраната от едно или друго правителство политическа стратегия, и от средствата за изпълнението ѝ.

### Класификация на функциите на държавата
Функциите на държавата се класифицират:
- по сфера на обществения живот: на вътрешни и външни,
- по продължителност на действието: на постоянни (осъществявани на всички етапи от развитието на държавата) и временни (отразяващи определен етап от развитието на държавата),
- по значение: на основни и допълнителни,
- по очевидност: на явни и латентни,
- по влияние върху обществото: на охранителни и регулаторни.

Основната класификация е делението на функциите на държавата на вътрешни и външни.
- Вътрешни функции на държавата:
  - Правна функция – осигуряване на правовия ред, установяване на правни норми, регулиращи обществените отношения и поведението на гражданите, защита на правата и свободите на хората и гражданите.
  - Политическа функция – осигуряване на политическа стабилност, изработване на програмно-стратегически цели и задачи за развитие на обществото.
  - Организаторска функция – уреждане на цялата дейност на властта, осъществяване на контрола върху изпълнението на законите, координация на дейностите всички участници в политическата система.
  - Икономическа функция —— организация, координация и регулиране на икономическите процеси с помощта на данъци и кредитна политика, планиране, създаване на стимули за икономическа активност, осъществяване на санкции.
  - Социална функция – осигуряване на солидарни отношения в обществото, сътрудничество на различните му слоеве, реализация на принципа на социална справедливост, защита на интересите на тези категории граждани, които по силата на обективни причини не могат самостоятелно да си осигурят достойно ниво на живот (инвалиди, пенсионери, майки, деца), поддръжка на жилищното строителство, здравеопазването, системата на обществения транспорт.
  - Екологична функция – гарантиране на здравословна околна среда, установяване на режим на природните ресурси.
  - Културна функция – създаване на условия за удовлетворяване на културните нужди на хората, формиране на духовност, гражданственост, гарантиране на открито информационно пространство, формиране на държавна културна политика.
  - Образователна функция – дейност по осигуряването на образование, неговата непрекъснатост и качество, предоставяне на хората на равни възможности за получаване на образование.
- Външни функции на държавата:
  - Външнополитическа функция – развитие на дипломатически отношения между държавите, сключване на международни договори, участие в международни организации.
  - Функция за осигуряване на националната безопасност
  - Функция за поддържане на световния ред – участие в развитието на системата международни отношения, дейности по предотвратяването на войни, съкращаване на въоръжението, участие в решаването на глобалните проблеми на човечеството.
  - Функция за взаимоизгодно сътрудничество в икономическата, политическата, културната и други сфери с други държави.